# Koń turkmeński
Rasa turkmeńska – rasa koni, pochodząca z Turkmenistanu (Afganistan, Iran, część dawnego ZSRR). Jego wysokość w kłębie wynosi od 14,3 do 15,1 dłoni (150 - 155 cm). Występujące maści to siwa, gniada, kasztanowata i skarogniada. 
Jest to stara rasa, która była wykorzystywana do wyścigów co najmniej 2000 lat temu. Konie turkmeńskie są niezwykle wytrzymałe i szybkie. Od tej rasy wywodzą się rasy: koń jomudzki i koń achał-tekiński. Legendy mówią, że konie turkmeńskie były wykorzystywane przez władcę perskiego - Dariusza. Początek tej rasy jest niejasny. Są różne teorie na temat pochodzenia koni turkmeńskich. Podobno turkmeny są podobne do wierzchowców Scytów. Ze starożytnych opisów wyłania się obraz konia turkmeńskiego, jakiego znamy dzisiaj. Zwierzęta te są większe od koni czystej krwi arabskiej. Mają też dłuższy od arabów krok. Są kanciaste i smukłe, mają dość duże głowy. Charakterystyczną cechą tej rasy jest budowa przypominająca charta. Tradycyjnie przykrywa się je grubymi derkami z filcu, co powoduje pocenie i w konsekwencji utrzymanie szczupłej sylwetki konia, bez warstwy tłuszczu. Jest to metoda mocno kontrowersyjna.